# Železniční stanice Jerušalajim Malcha

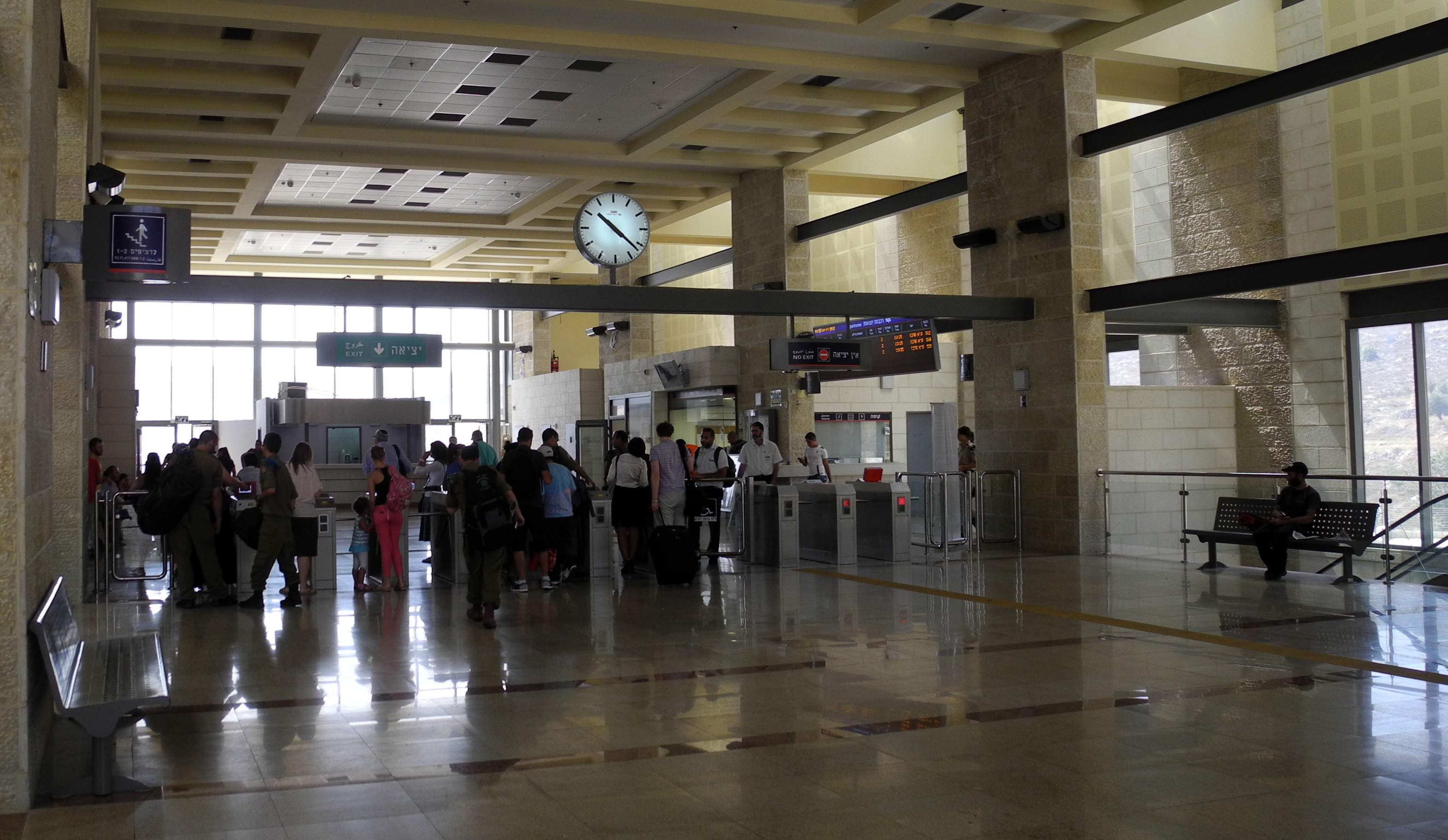

Železniční stanice Jerušalajim Malcha (hebrejsky תחנת הרכבת ירושלים מלחה‎, tachanat ha-rakevet Jerušalajim Malcha) je železniční stanice na železniční trati Tel Aviv-Jeruzalém v Izraeli.
Leží v údolí toku Nachal Refa'im v Judských horách v Jeruzalémě, v nadmořské výšce téměř 700 metrů. Je situována do jihozápadní části Jeruzaléma, na jižní okraj čtvrti Malcha. Poblíž se nachází Teddyho stadion a komerční zóna. Jižně od stanice se nacházela zelená linie a za ní čtvrti Šarafát a Gilo, zahrnuté po roce 1967 do městských hranic Jeruzaléma.
Byla otevřena roku 2005, kdy byla trať do Jeruzaléma znovu zprovozněna po rekonstrukci trvající od roku 1998. V obnoveném provozu byla zrušena dosavadní historická železniční stanice Jerušalajim v centru města. Železniční stanice Malcha se stala novou konečnou stanicí celé tratě. Stanice je obsluhována autobusovými linkami společnosti Egged. K dispozici jsou parkovací místa pro automobily, automaty na nápoje a veřejný telefon.